# Husarrest
Husarrest er en indespærring af en person ikke i fængsel, men i et hus og som regel hjemmet.

## Eksempler på husarrest
- Galileo kom også i husarrest i 1633.
- Grækenlands militærjunta satte Georgios Papandreou i husarrest , hvor han sad til sin død i 1968.
- Burmas magthaveres holdt Aung San Suu Kyi i husarrest på grund af hendes kamp for demokrati i alt i 15 år.